# Wereldkampioenschappen veldrijden 2022 - Gemengde estafette
Het wereldkampioenschap veldrijden 2022 voor gemengde estafette werd gehouden op vrijdag 28 januari in Fayetteville in de Verenigde Staten. De gemengde estafette werd voor het eerst verreden als testwedstrijd. Medailles uitgereikt in deze discipline telden bijgevolg niet mee voor de medaillespiegel.

## Uitslag
| Pos.          | Renner                                                     | Land             | Tijd    |
| ------------- | ---------------------------------------------------------- | ---------------- | ------- |
| Regenboogtrui | Samuele Leone Silvia Persico Lucia Bramati Davide Toneatti | Italië           | 31'00"  |
| Zilver        | Eric Brunner Katie Clouse Clara Honsinger Scott Funston    | Verenigde Staten | + 7"    |
| Brons         | Daan Soete Kiona Crabbé Alicia Franck Niels Vandeputte     | België           | + 16"   |
| 4.            | Michael van den Ham Sidney McGill Ava Holmgren Owen Clark  | Canada           | + 46"   |
| 5.            | Gage Hecht Madigan Munro Katherine Sarkisov Jack Spranger  | Verenigde Staten | + 48"   |
| 6.            | Matyáš Fiala Michael Boroš Kristýna Zemanová Kateřina Nash | Tsjechië         | + 1'10" |
| 7.            | Tyler Orschel Isabella Holmgren Jenaya Francis Ian Ackert  | Canada           | + 1'56" |

2022 (test) ·
2023 ·
2024 ·
2025